# Pingwiny z Madagaskaru (film)
Pingwiny z Madagaskaru (ang. Penguins of Madagascar) – amerykański film animowany z 2014 roku, wyprodukowany przez wytwórnię DreamWorks Animation i 20th Century Fox w technologii trójwymiarowej oraz wyreżyserowany przez Erica Darnella i Simona J. Smitha. Jest to spin-off trylogii filmów z serii Madagaskar, których akcja toczy się po wydarzeniach z trzeciej części filmu Madagaskar 3 z 2012 roku. Oprócz głównych bohaterów film ma niewiele wspólnego z serialem animowanym o tym samym tytule.
Premiera filmu miała miejsce 14 listopada 2014 roku w Chinach, a 12 dni później 26 listopada w Stanach Zjednoczonych. W Polsce premiera filmu odbyła się 30 stycznia 2015 roku.

## Fabuła
Film opowiada historię czterech pingwinich komandosów – ekscentrycznego stratega Kowalskiego, specjalisty od zadań wybuchowych Rico, najmłodszego i najniższego Szeregowego oraz lidera grupy Skippera. Pingwiny stają do walki wraz z tajną organizacją Północny Wiatr, składającą się z polarnego wilka Agenta Utajnioniego, foki grenlandzkiej Detonatora, muskularnego misia Kaprala oraz puchacza śnieżnego Ewy, aby wspólnie stawić czoła złemu doktorowi Oktawiuszowi Mackiewiczowi, który okazuje się być złą ośmiornicą Dave’em i chce zniszczyć pingwiny z całego świata.

## Wersja oryginalna
- Tom McGrath – Skipper[10]
- Chris Miller – Kowalski[10]
- Christopher Knights – Szeregowy[10]
- Conrad Vernon – Rico[11]
- John Malkovich – Dave[3][10][12]
- Benedict Cumberbatch – agent Utajniony[3][10]
- Ken Jeong – Detonator[8]
- Peter Stormare – Kapral[10]
- Annet Mahendru – Ewa[10]
- Danny Jacobs – król Julian
- Andy Richter – Mort
- Werner Herzog – twórca filmu dokumentalnego[13]

## Wersja polska[14]
Opracowanie i udźwiękowienie wersji polskiej: Studio Sonica

Tłumaczenie i dialogi polskie: Michał Wojnarowski

Reżyseria obsady: 
- Joanna Wizmur,
- Jarosław Boberek

Reżyseria: Jarosław Boberek

Montaż: Maciej Sapiński

Mix: Deluxe Media

Organizacja produkcji: Agnieszka Kudelska

W wersji polskiej wystąpili:
- Grzegorz Pawlak – Skipper
- Jacek Lenartowicz – Kowalski
- Tomasz Steciuk – Szeregowy
- Krzysztof Dracz – Dave
- Waldemar Barwiński – agent Utajniony
- Robert Rozmus – Detonator
- Michał Piela – Kapral
- Izabella Bukowska-Chądzyńska – Ewa
- Jarosław Boberek – król Julian
- Tomasz Bednarek – Mort

W pozostałych rolach:
- Jacek Kopczyński
- Lidia Sadowa
- Krzysztof Szczerbiński
- Janusz Wituch
- Michał Konarski
- Agnieszka Kudelska
- Joanna Kwiatkowska-Zduń
- Leszek Zduń
- Magdalena Turczeniewicz